# Gaultheria semiinfera
Gaultheria semiinfera är en ljungväxtart som först beskrevs av Charles Baron Clarke, och fick sitt nu gällande namn av Airy Shaw. Gaultheria semiinfera ingår i släktet Gaultheria och familjen ljungväxter. Inga underarter finns listade i Catalogue of Life.